# پسر فضایی (فیلم)
پسر فضایی (به انگلیسی: Astro Boy) یک فیلم ابرقهرمانی پویانمایی محصول سال ۲۰۰۹ است که به‌طور آزادانه بر پایهٔ مجموعه مانگای هم‌نام از اوسامو تزوکا، نویسنده و تصویرگر ژاپنی ساخته شده‌است. این فیلم به‌دست Imagi Animation Studios، یک شرکت مستقر در هنگ‌کنگ تولید شد و دیوید باورز آن را کارگردانی کرد. فیلمنامهٔ آن را باورز به‌همراه تیموتی هاید هریس نگاشته‌اند. از صداپیشگان این فیلم می‌توان به فردی هایمور، کریستن بل، نیکلاس کیج، دونالد ساترلند، بیل نای، مت لوکاس، یوجین لوی، ساموئل ال. جکسون، شارلیز ترون و نیتن لین اشاره کرد. در این فیلم، دکتر تنما (با صداپیشگی کیج) رباتی نوجوان به نام «پسر فضایی» (با صداپیشگی هایمور) را خلق می‌کند که خاطرات پسر مرحومش را در خود دارد. آن‌ها در ادامه با «استون» (ساترلند)، رئیس‌جمهور مترو سیتی که در کارزار انتخاباتی‌اش در پی پیروزی دوباره است، روبه‌رو می‌شوند.
این فیلم نخستین‌بار در ۸ اکتبر ۲۰۰۹ در هنگ‌کنگ و سپس در ۲۳ اکتبر همان سال در ایالات متحده اکران شد. نقدهای منتقدان نسبت به فیلم عمدتاً متوسط بود، اما از لحاظ مالی شکست خورد و تنها ۴۲ میلیون دلار در برابر بودجهٔ ۶۵ میلیون دلاری خود درآمد داشت. در پی این عملکرد ضعیف، شرکت Imagi در ۵ فوریهٔ ۲۰۱۰ تعطیل شد و این فیلم به آخرین اثر تولیدی این استودیو تبدیل شد.

## موضوع
داستان در آینده و در شهر متروسیتی اتفاق می‌افتد. یک دانشمند به نام تنما ربات می‌سازد ک پسرش آسترو مورد حمله یکی از این ربات ها قرار می‌گیرد و میمرد پدرش تنما ک دانشمند است پسرش را دوباره به زندگی بر می‌گرداند این بار نه با جسم انسان بلکه با جسم ربات و ‌‌...

## داستان
در قرن بیست‌ودوم، توبی تنما نوجوانی است که در شهر-دولت پیشرفتهٔ مترو سیتی زندگی می‌کند؛ شهری که بر فراز سطح آلودهٔ زمین شناور است. پدر او، دکتر تنما، در وزارت علوم به‌همراه دکتر الفان کار می‌کند. به دستور رئیس‌جمهور مترو سیتی، «استون»، که در کارزار انتخاباتی‌اش قرار دارد، آن‌ها روباتی پیشرفته به نام «پیس‌کیپر» می‌سازند که با دو کرهٔ انرژی با خواص متضاد (یکی آبی و دیگری قرمز) که از تکه‌سنگی ستاره‌ای به‌دست آمده، تغذیه می‌شود. با وجود هشدار دانشمندان، استون کرهٔ منفی قرمز را در روبات قرار می‌دهد و باعث می‌شود که آن فوراً حالت تهاجمی پیدا کند. در جریان تلاش آن برای فرار از مرکز پژوهشی، توبی به‌طور غیرمستقیم کشته می‌شود، پیش از آنکه دکتر الفان بتواند روبات را غیرفعال کند.
دکتر تنما، که در غم پسرش فرورفته، روبات پیشرفته‌ای می‌سازد که خاطرات توبی را دارد و توانایی‌هایی چون پرواز و درک روبات‌های بی‌صدا در آن گنجانده شده‌است. این روبات با کرهٔ مثبت آبی تغذیه می‌شود و تصور می‌کند که توبی واقعی است. با آن‌که شخصیت روبات بسیار شبیه توبی است، تنما درمی‌یابد که هیچ‌چیز جای پسر واقعی‌اش را نمی‌گیرد و او را طرد می‌کند. در پی آن، استون برای بازپس‌گیری کرهٔ آبی، به نیروهایش دستور می‌دهد که به‌دنبال توبی بروند. کشتی اصلی استون با موشک به توبی حمله می‌کند و باعث می‌شود او از لبهٔ مترو سیتی سقوط کند. تنما نیز از دستگیری می‌گریزد و وعده می‌دهد که توبی را غیرفعال کرده و کره را تحویل دهد.
توبی در گورستانی عظیم از پسماندهای روباتیک که از مترو سیتی به زمین ریخته شده‌اند، بیدار می‌شود. در آنجا با گروهی از کودکان یتیم شامل زین، اسلاج، ویجت و کورا و همچنین سگ‌روباتی‌ای به نام «تراش‌کَن» آشنا می‌شود. آن‌ها با اعضای جبهه انقلابی روبات‌ها (RRF) شامل اسپارکس، روباتسکی و مایک یخچال نیز همراه هستند؛ گروهی ناشی که هدفشان آزادسازی روبات‌ها از سلطهٔ انسان‌ها است، اما همچنان تابع قوانین روباتیک هستند. آن‌ها نام «استرو» را برای توبی برمی‌گزینند. هامگ، رئیس پیشین وزارت علوم و سرپرست این کودکان، استرو را نزد خود می‌پذیرد.
روز بعد، استرو با روبات ساختمانی خاموش و قدیمی‌ای به نام «زاگ» مواجه می‌شود و با انتقال بخشی از انرژی کرهٔ آبی، او را دوباره فعال می‌کند. سپس در گفت‌وگویی صمیمانه با کورا درمی‌یابد که او اصالتاً اهل مترو سیتی است و از خانه گریخته اما از تصمیمش پشیمان شده‌است. اندکی بعد، هامگ، که مخفیانه پی برده است استرو روبات است، با شوک الکتریکی او را بی‌هوش می‌کند تا از او در مسابقات گلادیاتوری روبات‌ها استفاده کند. در این مسابقات، هویت واقعی استرو فاش می‌شود.
استرو با بی‌میلی مبارزان هامگ را شکست می‌دهد، تا اینکه نوبت به زاگ می‌رسد. هر دو از نبرد با یکدیگر خودداری می‌کنند و هامگ تلاش می‌کند آن‌ها را غیرفعال کند. زاگ، که پیش از وضع قوانین روباتیک ساخته شده، نزدیک است هامگ را بکشد اما استرو او را نجات می‌دهد. لحظاتی بعد، نیروهای استون برای بازگرداندن استرو به مترو سیتی وارد می‌شوند و استرو خود را تسلیم می‌کند. او با دکتر تنما و الفان دیدار می‌کند و تنما او را غیرفعال می‌سازد. اما در ادامه، درمی‌یابد که او استرو را همچون پسرش دوست دارد. تنما کره را بازمی‌گرداند و با نگه‌داشتن استون، استرو را دوباره فعال کرده و فراری می‌دهد.
استون که خشمگین شده، پیس‌کیپر را با کرهٔ قرمز فعال می‌کند و به آن فرمان می‌دهد که استرو را نابود کرده و کرهٔ آبی را بازگرداند. اما روبات، خودسرانه استون و اشیای دیگر را در خود جذب کرده و به غولی عظیم‌الجثه بدل می‌شود. استرو برای مقابله با آن به مترو سیتی بازمی‌گردد. در جریان نبرد، نیروگاه شهر نابود می‌شود و مترو سیتی در حال سقوط است. استرو با توان ابرانسانی‌اش، مانع از برخورد شهر با زمین می‌شود.
پیس‌کیپر تلاش می‌کند استرو را جذب کند تا کرهٔ آبی را به‌دست آورد، اما واکنش دافعه میان دو کره آن‌ها را از هم جدا می‌کند. تنما به استرو هشدار می‌دهد که برخورد این دو کره باعث نابودی آن‌ها می‌شود. پیس‌کیپر دوستان استرو را که در جست‌وجوی او به شهر آمده‌اند، اسیر می‌کند و استرو با پدرش وداع کرده و به‌سوی هستهٔ روبات پرواز می‌کند و با فدا کردن خود، آن را نابود می‌کند. استون زنده می‌ماند اما دستگیر می‌شود. الفان و کودکان، بقایای استرو را پیدا می‌کنند و زاگ با انتقال انرژی کرهٔ آبی، او را احیا می‌کند. استرو بار دیگر با دوستان و پدرش پیوند می‌یابد و به‌عنوان قهرمان ستایش می‌شود. در پایان، زمانی که هیولایی تک‌چشم از فضا به مترو سیتی حمله می‌کند، استرو با شجاعت به مقابله برمی‌خیزد.

## بازیگران
- فردی هایمور در نقش آستروبوی، یک ربات انسان نما
- نیکلاس کیج در نقش دکتر تنما، خالق و سازنده ی آسترو
- کریستن بل در نقش کورا، یکی از دوستان آسترو
- بیل نای در نقش دکتر آلفون، دوست و همکار دکتر تنما
- دونالد ساترلند در نقش رئیس جمهور استون، مردی مغرور و جاه طلب
- ناتان لین در نقش هَم اِگ، تعمیرکار روبات